# Roy Skelton
Roy Skelton, né le 20 juillet 1931 et mort le 8 juin 2011 était un acteur britannique connu principalement pour ses rôles et sa voix à la télévision britannique des années 1960 à 2010.

## Biographie
Né à Oldham en 1931, il se tourna vers la télévision dans le milieu des années 1950. Il est rapidement célèbre pour sa voix, qu'il utilise dans des programmes pour enfant comme Rainbow, une émission pour laquelle il fait les voix de Zippy et George des années 1970 à 1991. C'est lui aussi qui est la voix de ces personnages lors de leur apparition exceptionnelle dans des émissions telles que Le Maillon faible, Tv Burp ou la série Ashes to Ashes.
À côté de Rainbow sa voix est utilisée dans la première série de Doctor Who pour faire celles d'ennemis comme les Daleks, les Cybermen ou les Krotons. Si les voix des Daleks avaient été initialement faites par l'acteur Peter Hawkins, c'est lui qui reprend le flambeau de 1967 jusqu'à la fin de la série en 1989, ainsi que dans l'épisode parodique « Doctor Who and the Curse of Fatal Death. » Il reprend aussi cette voix en 2002 pour Sarah Jane Smith: Test Of Nerve un épisode audiophonique dérivé de la série Doctor Who et produit par la société Big Finish.

## Vie privée
Roy Skelton est mort chez lui le 8 juin 2011 à Brighton dans le Sussex de l'Est après une crise cardiaque, quelques semaines avant son quatre-vingtième anniversaire. Il était marié et père de deux enfants.

## Source
- (en) Cet article est partiellement ou en totalité issu de l’article de Wikipédia en anglais intitulé « Roy Skelton » (voir la liste des auteurs).

1. ↑  (en) « Obituaries: Roy Skelton », sur The Telegraph, 8 juin 2011 (consulté le 7 novembre 2015)
2. ↑  (en) Paul Johnston, « Voice of Rainbow's Zippy and George dies », sur Yahoo! TV, 8 juin 2011 (consulté le 7 novembre 2015)
3. ↑  (en) « Zippy voice actor Roy Skelton dies aged 79 », sur BBC News, 8 juin 2011 (consulté le 7 novembre 2015)